# Coupe de Chamonix
Der Coupe de Chamonix war ein internationales Eishockeyturnier, das zwischen 1909 und 1914 jährlich in Chamonix ausgetragen wurde.

## Geschichte
Das erste Turnier fand im Jahr 1909 statt und umfasste fünf Mannschaften. Der Princes Ice Hockey Club gewann das Turnier mit vier Siegen aus ebenso vielen Spielen. Im folgenden Jahr nahmen nur drei Mannschaften teil, der Club des Patineurs de Paris gewann diese zweite Austragung.
Der dritte Coupe de Chamonix wurde im Januar 1911 ausgetragen und von den Oxford Canadians gewonnen. Die fünfte Austragung im Jahr 1914 ist auch als LIHG-Meisterschaft bekannt.

## Ergebnisse
| Jahr | Gold                        | Silber                      | Bronze                      |
| ---- | --------------------------- | --------------------------- | --------------------------- |
| 1909 | Princes Ice Hockey Club     | Club des Patineurs de Paris | Club des Patineurs Lausanne |
| 1910 | Club des Patineurs de Paris | Berliner Schlittschuhclub   | Brussels Ice Hockey Club    |
| 1911 | Oxford Canadians            | Berliner Schlittschuhclub   | Club des Patineurs de Paris |
| 1912 | Club des Patineurs de Paris | Oxford Canadians            | Berliner Schlittschuhclub   |
| 1913 | Club des Patineurs de Paris | Brussels Ice Hockey Club    | SC Leysin                   |
| 1914 | Princes Ice Hockey Club     | Berliner Schlittschuhclub   | Club des Patineurs de Paris |